# Parapytanga
Parapytanga catarinensis
Genre
Espèce
Parapytanga est un genre fossile d'amphibiens temnospondyles du groupe des stéréospondylomorphes, ayant vécu entre le milieu et fin du Permien dans ce qui est aujourd'hui le Brésil. Une seule espèce est connue, Parapytanga catarinensis, décrite pour la première fois en 2015 à partir de fossiles trouvés dans la formation Rio do Rasto (en).

## Classification
Le genre Parapytanga et l'espèce Parapytanga catarinensis ont été décrits en 2015 par les paléontologues brésiliens Adriana Strapasson (d), Felipe L. Pinheiro (d) et Marina Bento Soares (d),.

### Étymologie
Le nom générique reprend le terme Parapytanga de la langue tupi qui signifie « rivière rouge » et qui fait référence à la teinte de la roche fossile dans laquelle les spécimens ont été découverts.
L'épithète spécifique, composée de catarin[a] et du suffixe latin -ensis, « qui vit dans, qui habite », lui a été donnée en référence au lieu de sa découverte, l’État de Santa Catarina.

## Publication originale
- (en) Adriana Strapasson, Felipe L. Pinheiro et Marina Soares, « On a new stereospondylomorph temnospondyl from the Middle-Late Permian of Southern Brazil », Acta Palaeontologica Polonica, PAN et Institute of Paleobiology (d), vol. 60, no 4,‎ 10 septembre 2014, p. 843-855 (ISSN 0567-7920 et 1732-2421, OCLC 02051833, DOI 10.4202/APP.00059.2014).